# Yom (fiume)
Il fiume Yom (in lingua thai: แม่น้ำยม, Maenam Yom) è il maggior affluente del Nan e scorre nella Thailandia del nord.
Lo Yom è lungo 700 km e nasce dalle montagne Phi Pan Nam, nei pressi del villaggio di Bun Yuen, nel distretto di Pong, in provincia di Phayao. Dopo aver attraversato le province di Lampang, Phrae, Sukhothai, Phitsanulok e Phichit, entra nella provincia di Nakhon Sawan e qui, nel distretto di Chum Saeng, getta le sue acque nel fiume Nan. Pochi chilometri più a valle, dalla confluenza dello stesso Nan e del Ping, ha origine il Chao Phraya, il cui corso si dirige a sud, bagna Bangkok, per poi gettarsi nel golfo di Thailandia.
Il bacino idrografico formato da questi fiumi e dai loro affluenti costituisce la parte continentale occidentale del paese e ha una superficie di 157.924 km², circa il 35% dell'intero territorio thailandese. Il solo bacino idrografico dello Yom e dei suoi affluenti copre un'area di 23,616 km².
Lo Yom scorre all'interno del parco nazionale Mae Yom (thai: อุทยานแห่งชาติแม่ยม), che copre una superficie di 455 km² compresa nelle province di Lampang e Phrae.
Nelle province di Sukhothai e Phrae, su entrambe le rive del fiume, sorgono gli antichi forni dove, tra il XIV ed il XVI secolo, venivano prodotte le ceramiche di Si Satchanalai.